# The Song of Songs (film 1918)
The Song of Songs è un film muto del 1918 diretto da Joseph Kaufman che ha come interprete Elsie Ferguson. Fu l'ultimo film diretto da Kaufman che morì nel 1918, colpito dall'influenza spagnola.
La sceneggiatura si ispira al lavoro teatrale The Song of Songs di Edward Sheldon che, a sua volta, è basato sul romanzo Das Hohe Lied (L' armonia dei suoni) di Hermann Sudermann. Nel 1924, ne venne fatto un remake dal titolo Lily of the Dust che, diretto da Dimitri Buchowetzki, fu interpretato da Pola Negri. Nel 1933, Marlene Dietrich ne girò la versione sonora diretta da Rouben Mamoulian che, in Italia, prese il titolo de Il cantico dei cantici.

## Trama
Il compositore Anselm Kardos lascia la moglie alcolizzata. Prima di andarsene, dà a sua figlia Lily una sua composizione incompiuta dal titolo "Il cantico dei cantici", esortandola a tenere sotto controllo il suo temperamento artistico. Il lavoro di Lily la porta a viaggiare e, a Palm Beach e ad Atlantic City, la sua bellezza attira l'attenzione di molti uomini ricchi, finendo per sposare il potente senatore Calkins. Il matrimonio però entra presto in crisi perché Ann Markle, l'ex amante del senatore, gelosa di Lily, la fa cadere in una trappola facendo venire in camera sua un vicino di casa, Dick Laird, facendoli poi scoprire da Calkins che, irato, chiede il divorzio. Lily continua la sua relazione con Laird, ma lo lascia quando si innamora di Stephen Bennett, un musicista. Pur conoscendo il passato della donna, Bennett le chiede di sposarlo. Suo zio Phineas, però, rimane sgomento a quella notizia e, per evitare quelle sgradite nozze, cerca di mettere in cattiva luce Lily agli occhi del nipote facendola ubriacare. Stephen, disgustato, parte per il West. Ma non riesce a dimenticare la donna amata. Ritorna indietro per sposarla, giungendo giusto in tempo per salvare Lily da un tentativo di suicidio.

## Produzione
Il film fu prodotto dalla Famous Players-Lasky Corporation.

## Distribuzione
Il copyright del film, richiesto dalla Famous Players-Lasky Corp., fu registrato il 2 febbraio 1918 con il numero LP12024.
Distribuito dalla Famous Players-Lasky Corporation / Artcraft Pictures Corporation, il film - presentato da Adolph Zukor - uscì nelle sale cinematografiche statunitensi il 18 febbraio oppure, secondo altre fonti, l'11 febbraio 1918.
Non si conoscono copie ancora esistenti della pellicola (i cui diritti sono di pubblico dominio) che viene considerata presumibilmente perduta.